# Volucella peleterii
Volucella peleterii är en tvåvingeart som beskrevs av Macquart 1834. Volucella peleterii ingår i släktet humleblomflugor, och familjen blomflugor. Inga underarter finns listade i Catalogue of Life.